# Haiyan (Haibei)
Haiyan (ⓘ, en chino, 海晏县; pinyin, Hǎiyàn xiàn; literalmente, ‘mar tranquilo’) es un condado bajo la administración directa de la Prefectura Haibei en la Provincia de Qinghai, República Popular China.  Su área es de 4443 km² y su población total para 2010 superó los 37 mil habitantes.

## Administración
Desde julio de 2020, el  condado autónomo Haiyan se divide en 6 pueblos que se administran en 2 poblados,  3 villas y 1 villa étnica. 